# جبار شرزه
جبار شرزه (متولد ۶ آوریل ۱۹۹۴)، یک بازیکن فوتبال حرفه‌ای اهل افغانستان است که به عنوان هافبک تهاجمی برای ابومسلم فراه بازی می‌کند، که در لیگ قهرمانان افغانستان بازی می‌کند. وی سابقه بازی در تیم ملی فوتبال افغانستان را نیز دارد.

## دوران پایه
شرزه دوران پایه خود را با لینگبی آغاز کرد. شرزه قبل از نخستین بازی خود برای تیم بزرگسالان، در رده‌های سنی جوانان جنتوفته نیز بازی کرده است.

## دوران حرفه‌ای باشگاهی

### جنتوفته
شرزه ۵ بازی برای این باشگاه دانمارکی انجام داد و ۵ گل به ثمر رساند. او در فصل ۱۵–۲۰۱۴ به صورت آزاد به تیم برونشوی پیوست.

### باشگاه ورزشی برونشوی
پس از انجام تنها ۲ بازی در لیگ دسته اول، او فصل ۱۵–۲۰۱۶ را با تیم برونشوی در لیگ دسته دوم سقوط کرد. شرزه قبل از انتقال به آکادمیسک، در ۲۹ بازی ۱۹ گل به ثمر رساند.

### باشگاه ورزشی آکادمیک
شرزه در فصل ۱۶–۲۰۱۷ با گلزنی از روی ضربات ایستگاهی، تأثیر فوری خود را برای آکادمیسک گذاشت.

### فرماد آماگر
شرزه در ژوئیه ۲۰۱۷ با فرماد آماگر قرارداد امضا کرد، و در پایان سال ۲۰۱۸ از این باشگاه جدا شد.

### هایفک
در ۲۱ ژوئیه ۲۰۱۹، باشگاه تازه صعود کرده فنلاندی اچ‌آی‌اف‌کی به لیگ برتر فوتبال فنلاند اعلام کرد که قراردادی ۱٫۵ ساله با شرزه امضا کرده است.

### پرسلا لامونگان
در ۲۵ سپتامبر ۲۰۲۱، شرزا قراردادی یک ساله با باشگاه لیگ ۱ اندونزیایی پرسلا لامونگان به عنوان بازیکن آزاد امضا کرد. در ۳ اکتبر، شرزه اولین بازی خود در لیگ را در باخت ۳–۰ مقابل آرما به عنوان بازیکن تعویضی به جای ریاتنو آبیوسو در دقیقه ۷۴ در ورزشگاه گلورا بونگ کارنو مادیا انجام داد. در ۱۶ اکتبر، شرزه اولین گل خود را برای پرسلا در دقیقه ۵۵ مقابل مادورا یونایتد در ورزشگاه ماگووهارجو، سلیمان به ثمر رساند.

### بازگشت به برونشوی
پس از دو سال حضور در فوتبال سوئد، شرزه در مارس ۲۰۲۴ به برونشوی بازگشت.

## حرفه‌ای ملی
جبار شرزه در ماه ژانویه به تیم ملی افغانستان فراخوانده شد. او اولین بازی خود را برای افغانستان در یک بازی دوستانه مقابل سنگاپور در ۲۳ مارس ۲۰۱۷ انجام داد که با نتیجه ۲ بر ۱ به سود افغانستان تمام شد. او سپس برای دومین بار برای افغانستان به میدان رفت که اتفاقاً مقابل کامبوج بود و با زدن دو گل در نیمه اول به آنها کمک کرد تا با نتیجه ۲ بر ۱ پیروز شوند.
در ۱۲ اکتبر ۲۰۲۳، شرزه تنها گل پیروزی ۱–۰ مقابل مغولستان در مسابقات مقدماتی جام جهانی ۲۰۲۶ را به ثمر رساند.

## آمار

### باشگاهی
تا تاریخ ۲ دسامبر ۲۰۲۴
| باشگاه                      | فصل      | لیگ                    | لیگ  | لیگ | حذفی | حذفی | مجموع | مجموع |
| باشگاه                      | فصل      | لیگ                    | بازی | گل  | بازی | گل   | بازی  | گل    |
| --------------------------- | -------- | ---------------------- | ---- | --- | ---- | ---- | ----- | ----- |
| GVI                         | ۲۰۱۳–۱۴  | Danish 2nd Division    | ۵    | ۵   | –    | –    | ۵     | ۵     |
| برونشوی                     | ۲۰۱۴–۱۵  | Danish 1st Division    | ۲    | ۰   | –    | –    | ۲     | ۰     |
| برونشوی                     | ۲۰۱۵–۱۶  | Danish 2nd Division    | ۲۹   | ۱۹  | ۳    | ۴    | ۳۲    | ۲۳    |
| برونشوی                     | مجموع    | مجموع                  | ۳۱   | ۱۹  | ۳    | ۴    | ۳۴    | ۲۳    |
| Akademisk BK                | ۲۰۱۶–۱۷  | Danish 1st Division    | ۲۶   | ۴   | ۲    | ۲    | ۲۸    | ۶     |
| Fremad Amager               | ۲۰۱۷–۱۸  | Danish 1st Division    | ۲۴   | ۱۰  | ۲    | ۰    | ۲۶    | ۱۰    |
| Fremad Amager               | ۲۰۱۸–۱۹  | Danish 1st Division    | ۷    | ۲   | ۲    | ۴    | ۹     | ۶     |
| Fremad Amager               | مجموع    | مجموع                  | ۳۱   | ۱۲  | ۴    | ۴    | ۳۵    | ۱۶    |
| اچ‌آی‌اف‌کی                    | ۲۰۱۹     | Veikkausliiga          | ۱۰   | ۲   | –    | –    | ۱۰    | ۲     |
| اچ‌آی‌اف‌کی                    | ۲۰۲۰     | Veikkausliiga          | ۱۵   | ۲   | ۴    | ۰    | ۱۹    | ۲     |
| اچ‌آی‌اف‌کی                    | مجموع    | مجموع                  | ۲۵   | ۴   | ۴    | ۰    | ۲۹    | ۲     |
| Persela Lamongan            | ۲۰۲۱–۲۲  | لیگ یک اندونزی         | ۱۰   | ۳   | –    | –    | ۱۰    | ۳     |
| Persiraja Banda Aceh (قرضی) | ۲۰۲۱–۲۲  | لیگ یک اندونزی         | ۱۱   | ۱   | –    | –    | ۱۱    | ۱     |
| آریانا                      | ۲۰۲۲     | Swedish Division 2     | ۸    | ۳   | –    | –    | ۸     | ۳     |
| آریانا                      | ۲۰۲۳     | Ettan                  | ۹    | ۱   | –    | –    | ۹     | ۱     |
| آریانا                      | مجموع    | مجموع                  | ۱۷   | ۴   | ۰    | ۰    | ۱۷    | ۴     |
| برونشوی                     | ۲۰۲۳–۲۴  | Denmark Series         |      |     |      |      |       |       |
| آریانا                      | ۲۰۲۴     | Ettan                  | ۵    | ۱   | –    | –    | ۵     | ۱     |
| ابومسلم                     | ۲۴–۲۰۲۵  | لیگ قهرمانان افغانستان |      |     |      |      |       |       |
| مجموع کل                    | مجموع کل | مجموع کل               | ۱۶۱  | ۵۳  | ۱۳   | ۱۰   | ۱۷۴   | ۶۳    |

1. ↑  شامل جام حذفی دانمارک و جام حذفی فنلاند

### گل‌های ملی
گل‌ها و نتایج، تعداد گل‌های افغانستان را در ابتدا فهرست می‌کند.
| شماره | تاریخ          | محل برگزاری                          | حریف     | گل‌ها | نتیجه | رقابت                        |
| ----- | -------------- | ------------------------------------ | -------- | ---- | ----- | ---------------------------- |
| ۱.    | ۲۷ مارس ۲۰۱۸   | ورزشگاه پامیر، دوشنبه، تاجیکستان     | کامبوج   | ۱–۰  | ۲–۱   | مقدماتی جام ملت‌های آسیا ۲۰۱۹ |
| ۲.    | ۲۷ مارس ۲۰۱۸   | ورزشگاه پامیر، دوشنبه، تاجیکستان     | کامبوج   | ۲–۰  | ۲–۱   | مقدماتی جام ملت‌های آسیا ۲۰۱۹ |
| ۳.    | ۷ سپتامبر ۲۰۲۳ | باشوندهارا کینگز آرنا، داکا، بنگلادش | بنگلادش  | ۱–۰  | ۱–۱   | دوستانه                      |
| ۴.    | ۱۲ اکتبر ۲۰۲۳  | ورزشگاه پامیر، دوشنبه، تاجیکستان     | مغولستان | ۱–۰  | ۱–۰   | مقدماتی جام‌جهانی ۲۰۲۶        |